# Sanicula laciniata
Sanicula laciniata là một loài thực vật có hoa trong họ Hoa tán. Loài này được Hook. & Arn. miêu tả khoa học đầu tiên năm 1839.